# De dromendiefstal
De dromendiefstal is het zevenenzeventigste stripverhaal uit de reeks van Suske en Wiske. Het is het laatste verhaal uit de reeks dat nog goeddeels werd geschreven door Willy Vandersteen zelf; vanaf het volgende verhaal zou Paul Geerts hierin steeds meer aandeel krijgen. Het werd gepubliceerd in De Standaard en Het Nieuwsblad van 3 juni 1969 tot en met 10 oktober 1969. 
De eerste albumuitgave in de Vierkleurenreeks was in januari 1970, met nummer 102.

## Locaties
- België, Cambodja, ruïnes van tempelcomplex Angkor Wat, Phnom Bakheng.

## Personages
- Suske, Wiske, tante Sidonia, Lambik, Jerom, professor Barabas, man, agent, chauffeurs, postbode, Javara, tempelwachters, Pempom[1] (tovenaar), Bjoetix, Slyvox, dokter Paszik en andere wezens van Etwoil

## Uitvindingen
De zend- en ontvangstschoenen, de gyronef, een apparaat om dromen zichtbaar te maken.

## Het verhaal
Lambik komt terug van een reis door Cambodja en wordt op het vliegveld afgehaald door zijn vrienden. Hij doet erg geheimzinnig over iets wat hij heeft meegebracht uit het land. Hij krijgt even later een ongeluk als hij een hond achtervolgt die er met zijn tas vandoor gaat. Lambik vertelt in het ziekenhuis dat hij de tas heeft weggegooid en alleen zijn vrienden voor de gek wilde houden. Dit valt bij de anderen niet in goede aarde. 
Als Suske aan Wiske vraagt wat er aan de hand is, blijkt ook zij erg humeurig te zijn. 's Nachts droomt Suske dat hij een astronaut is die op de maan landt. Tante Sidonia en Wiske kunnen zich niet meer concentreren. Lambik vertelt dat ze lijden aan R.E.M., maar vergeet tijdens zijn uitleg wat R.E.M. is. Tante Sidonia raakt van de weg na nieuwsberichten over de toenemende geïrriteerdheid in het land. 
Als Suske en Wiske naar huis lopen, horen ze van een man dat er onbekende vliegende voorwerpen zijn gesignaleerd. Ze zien dan zelf een lichtschijnsel door de lucht vliegen en vliegtuigen gaan de volgende dag op zoek naar het ding. Suske ziet een mysterieuze gedaante rond het huis lopen en er worden witte bladen door de brievenbus gegooid. 's Nachts droomt tante Sidonia over Omar Sherrif en wordt wakker doordat het raam open staat. Suske droomt over ruimtemonsters en Wiske is in haar dromen de begaafde chansonnière Wiske List. De volgende ochtend heeft iedereen weer een goed humeur en Suske en Wiske horen van Jerom dat hij ook een blanco brief heeft ontvangen. Jerom heeft de afdruk van een sandaal voor zijn deur gevonden.
Professor Barabas veroorzaakt drie ongelukken omdat hij steeds hardop "REM !" roept. Hij vertelt dat hij gelezen heeft over dokter Kleitman, een Amerikaan, die ontdekte dat er drie verschillende fasen in de slaap zijn. De vijfde fase is Rapid Eye Movements (R.E.M.). Suske en Wiske gaan naar het ziekenhuis en horen dat de patiënt uit kamer 117 allang vertrokken is, hij heeft een bandopname in zijn la verstopt. Suske en Wiske logeren bij Jerom, tante Sidonia vindt opnieuw een blanco brief en droomt opnieuw over een mooie man, Soames Forsyte, en de volgende ochtend is ze erg humeurig. Tante Sidonia leest in het park een krant met de advertentie van HYPNOS, een gepensioneerde Griekse God van de Slaap. Ze schrijft naar Postbus 7 in Neder-Over-Zwevele en krijgt de volgende dag al een brief terug. Het is weer een blanco brief met een kaartje van HYPNOS erbij; ze brengt de brief naar professor Barabas. Het briefje ruikt vreemd en tante Sidonia wordt op een machine aangesloten die haar droom in beeld zal brengen. Tante Sidonia droomt dat Lambik haar partner wordt en Suske en Wiske gaan op zoek naar HYPNOS en horen van een postbode waar deze man woont. De kinderen zien in een oude treinwagon HYPNOS brieven schrijven. De gemaskerde man rent weg, maar komt bewusteloos in een kanaal terecht. Jerom haalt de man uit het water en de vrienden zien dat het Lambik is, op de blanco brieven zat gif van een paddenstoel uit Cambodja. Deze paddenstoelen bleken in zijn tas te zitten. Lambik laat zijn dia’s uit Cambodja zien en vertelt dat hij de door oerwoud overwoekerde ruïnes van Angkor Wat, een tempelcomplex uit het Khmer-rijk (800 – 1432) bezocht. De Thaïs hebben de tempel verwoest en het complex werd pas een eeuw geleden door een Franse natuurkundige herontdekt. Lambik ontdekte een geheime gang in het rechteroog van een Boeddhabeeld
Lambik ontmoette Javara, een oude tovenaar en afstammeling van de machtige Khmers, en redde hem van een krokodil. Lambik vertelt dat er wezens van de planeet Etwoil naar de aarde zijn gekomen om hun dromen te stelen. Lambik leerde van Javara hoe hij met onzichtbare inkt (gemaakt van de paddenstoel) dromen aan mensen kan geven wiens dromen gestolen waren. Jerom droomt over Maria Pron Teroza, maar dan zien de vrienden een ruimteschip naast het laboratorium en Jeroms droom is verdwenen. Suske, Wiske, Lambik, Jerom en professor Barabas gaan met de gyronef naar de ruïne van Phnom Bakheng, maar kunnen niet landen in het dichte oerwoud. Jerom maakt een landingsbaan en de vrienden worden 's nachts door een tempelwachter aangevallen, maar als er een licht begint te schijnen verstijft deze man. De tempelwachter vertelt dat Javara is overleden, Pempon nu de bewaker is en hij geen vreemdelingen wil op het terrein. De vrienden zien een ruimteschip in het oerwoud en Lambik praat met Slybox, professor Barabas wordt aangevallen door tempelwachters maar alle mannen worden dan verstijfd door de ruimtewezens. Dit doen ze met behulp van straalpistolen. Wiske is Schanulleke vergeten in de gyronef en als Suske het popje probeert te halen wordt hij ook verstijfd door een ruimtewezen. Slybox wordt door Lambik naar de gyronef gebracht en vertelt dat de Etwoils door een computer worden bestuurd. Lambik laat zich beetnemen en Slybox kan ontsnappen, professor Barabas en Jerom vinden een vuurwerk-boobytrap in de ruïne en gaan naar een toren. Wiske achtervolgt Bjoetix en ziet dat Suske in het ruimteschip wordt gebracht en ze kan nog net in het ruimteschip klimmen voordat het vertrekt. De ruimtewezens vertellen Suske dat de hele kosmos bang is voor de dwaasheden van de mens en ze willen hem ruilen tegen paddenstoelen, alleen dromen zijn een interessante eigenschap van de mensheid. Slybox vertelt dat er door de perfectie geen ruimte meer was voor verbeelding en dromen.
Suske kan Slybox overmeesteren, maar door een onhandigheid van Wiske schiet hij dan op de gezagvoerder. Door de buiteling die volgt raakt Bjoetix gewond. Suske ontdekt dat hij dezelfde bloedgroep heeft als de gewonde Bjoetix en biedt aan een bloedtransfusie te geven. Het ruimteschip vliegt naar de planeet Etwoil en Bjoetix bevrijdt de kinderen als iedereen aan boord slaapt, hij zet de kinderen in een ruimtescheepje en laat hen ontsnappen. De kinderen vliegen terug naar de aarde en Lambik zoekt een andere ingang en vindt opnieuw een geheime gang. Lambik loopt door de doolhof in de kelder en wordt dan gezien door tempelwachters, hij kan ontkomen en komt bij de paddenstoelen terecht. Lambik legt uit dat hij toestemming heeft gekregen van Javara en wordt dan opgesloten door Pempon. Met zijn zend- en ontvangschoen roept hij Jerom en professor Barabas op en zij verslaan de tempelwachters in de doolhof. Pempon laat het plafond instorten, maar Jerom kan voorkomen dat de mensen omkomen, professor Barabas redt Pempon en hij wil nu paddenstoelen aan hen geven. Pempon vertelt dat de kamer niet meer open kan en Lambik zal dus omkomen van honger en dorst, maar Lambik blijkt dan al een gang gegraven te hebben en heeft paddenstoelen meegenomen. Pempon waarschuwt voor mijnen en Lambik komt ongedeerd door de gang door de aanwijzingen van de tovenaar. Als de batterijen uitvallen, loopt Lambik toch nog in een boobytrap maar hij blijft ongedeerd. Suske en Wiske landen in het ruimtescheepje en vertellen wat er is gebeurd. Ze besluiten de paddenstoelen met het ruimtescheepje naar Etwoil te sturen. De vrienden vliegen met de gyronef terug naar huis en de wereld heeft nooit weer iets over de bewoners van Etwoil gehoord.

## Achtergronden bij het verhaal
- De naam Bjoetix is een beauty; een schone jongeling dus. De naam Slyvox combineert vox, stem (en derhalve: overredingskracht), met sly fox, hetgeen sluwe vos betekent.
- Een reeks verkeersongelukken is het gevolg van de luide uitroep "rem!" Het gaat hierbij om remslaap, zo genoemd vanwege de rapid eye movements, snelle oogbewegingen die de droomslaap vergezellen.
- De paddenstoelen die Lambik in een geheime kamer in de ruïnes van Angkor wat in Cambodja vindt, worden gebruikt om onzichtbare inkt te maken, waarvan de lezer gaat dromen. Dit lijkt op een hallucinogene werking van paddenstoelen, zoals bijvoorbeeld paddo en psilocybine''.
- Angkor staat op de Werelderfgoedlijst van UNESCO.
- Lambik ontdekt een geheime gang in het rechteroog van een Boeddhabeeld, de Bayon-tempel in Angkor Vat is aan Boeddha gewijd.
- In strip 139 noemt Wiske haar pop Schabolleke, terwijl de reeks inmiddels de gewoonte had aangenomen haar Schanulleke te noemen.
- In strip 167 noemt de dokter Slyvox opeens Slijbox.
- Het verhaal is ook in de volgende talen uitgegeven:
  - Frans (Bob et Bobette - le vol des songes).
  - Zweeds (Finn och Fiffi - Drömtjuven)